# Phycotettix apicata
Phycotettix apicata är en insektsart som beskrevs av Lethierry 1878. Phycotettix apicata ingår i släktet Phycotettix och familjen dvärgstritar. Inga underarter finns listade i Catalogue of Life.